# متحف الدانات
متحف الدانات أحد متاحف المنطقة الشرقية في الخبر، أسسه عبد الله أحمد فرحان العديني، يقع المتحف في حي الراكة بمحافظة الخبر وهو عبارة دور ثاني في مبنى مسلح يتكون من صالة كبيرة تم تقسيمها إلى قاعات، والمتحف مقسم إلى عدة أجنحة الجناح الأول وقد تم عرض مقتنيات ذلك المتحف داخل تلك القاعات وفي الممرات التي بينها وذلك بأسلوب عرض منسق إلا أن كثرة المقتنيات الأثرية والتراثية في ذلك المتحف أثرت بتزاحمها على أسلوب العرض، وقد تم العرض من خلال التعليق على الحائط أو من خلال فاترينات ألمنيوم وستاندات خشبية أو من خلال عرضها على أرفف .
ومن محتويات المتحف نجد الملابس الرجالية والنسائية وكذلك أواني الطهي والطعام والشراب وكذلك أدوات وأواني القهوة وأدوات الإضاءة والمباخر ومجموعة من أدوات الحرب والأسلحة من بنادق وسيوف وخناجر ورماح وأدوات الزراعة والري وبعض الأدوات المدرسية والكتب والمخطوطات.

## وصلات خارجية
- متحف الدانات
- متحف الدانات.. تراث منطقة في مكان واحد